# Dicloramină
Dicloramina este un compus anorganic cu formula chimică NHCl2. Face parte din categoria cloraminelor amoniacului, împreună cu cloramină (NH2Cl) și triclorură de azot (NCl3). Este un gaz galben.

## Obținere
Dicloramina este obținută în urma reacției dintre monocloramină și clor sau hipoclorit de sodiu:
{\displaystyle {\ce {NH2Cl + Cl2 -> NHCl2 + HCl}}}